# 스코르피온 작전
스코르피온 작전(Operation Skorpion)은 1941년 5월 26일부터 1941년 5월 27일까지 제2차 세계 대전의 서부 사막 전역에서 일어난 군사 작전으로 이집트 할파야 협곡에서 진행되었다.